# Geiersnest-West
Geiersnest-West ist ein 2,42 km² großes gemeindefreies Gebiet im Landkreis Bad Kissingen in der bayerischen Rhön. Das Gebiet ist komplett bewaldet.

## Geografie

### Lage
Geiersnest-West liegt westlich des Marktes Schondra, mit den namensgebenden Ortsteilen Obergeiersnest und Untergeiersnest. Die höchste Erhebung im Geiersnest-West ist der im östlichen Bereich liegende Apfelberg mit 424 m ü. NN.

### Nachbargemeinden
|                | Gemeinde Oberleichtersbach |                |
| Markt Zeitlofs | Kompass                    | Markt Schondra |
|                |                            |                |